# 토미니만

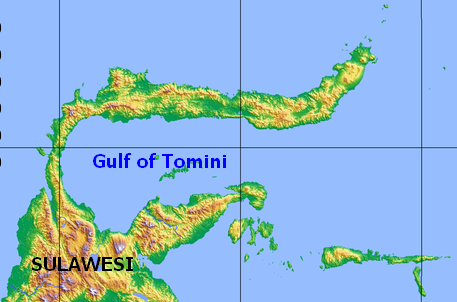
토미니만

토미니만(인도네시아어: Teluk Tomini)은 인도네시아 말루쿠해에 있는 만이다.
인도네시아 술라웨시 섬(셀레베스)의 미나하사(북부)와 동반도를 나누는 적도 만이다. 토기안제도(Togian Islands)는 그 중심 근처에 있다. 동쪽으로는 만이 몰루카해와 맞닿아 있다.